# Indotritia fusa
Indotritia fusa är en kvalsterart som beskrevs av Wojciech Niedbała 2006. Indotritia fusa ingår i släktet Indotritia och familjen Oribotritiidae. Inga underarter finns listade i Catalogue of Life.